# Burla (Russland)
Burla (russisch Бурла́) ist ein Dorf (selo) in der Region Altai (Russland) mit 4304 Einwohnern (Stand 14. Oktober 2010).

## Geographie
Der Ort liegt etwa 360 km Luftlinie westlich des Regionsverwaltungszentrums Barnaul und gut 40 km nordwestlich der Stadt Slawgorod im Nordwestteil der Kulundasteppe. Er befindet sich am linken Ufer der Burla, etwa 20 km östlich von dessen Mündung in den Salzsee Bolschoje Topolnoje und 27 km von der Grenze zu Kasachstan entfernt.
Burla ist Verwaltungssitz des Rajons Burlinski sowie Sitz der Landgemeinde Burlinski selsowet, zu der neben dem Dorf Burla noch die Dörfer Kineral, Perwomaiskoje und Petrowka sowie die Siedlung bei der Bahnstation Mirny gehören.

## Geschichte
Das Dorf wurde 1916 im Zusammenhang mit dem Bau der Eisenbahnstrecke Tatarskaja – Karassuk – Slawgorod und wurde nach dem Fluss benannt. Seit 1925 ist Burla Zentrum eines Rajons.

### Bevölkerungsentwicklung
| Jahr | Einwohner |
| ---- | --------- |
| 1959 | 4450      |
| 1970 | 4074      |
| 1979 | 4342      |
| 1989 | 4881      |
| 2002 | 4719      |
| 2010 | 4304      |

Anmerkung: Volkszählungsdaten

## Verkehr
Burla liegt bei Kilometer 269 der auf dem Abschnitt bis Slawgorod 1917, weiter bis Kulunda 1924 eröffneten Bahnstrecke Tatarskaja – Kulunda. Der Strecke folgt entlang der Westgrenze der Region die Straße Rubzowsk – Michailowskoje – Slawgorod – Karassuk.